# Pál Dárdai
Pál Dárdai (født 9. maj 1951 død 8. december 2017) var en ungarsk fodboldmanager og tidligere spiller. 